# Stavaträsket, Norrbotten
Stavaträsket är en sjö i Piteå kommun i Norrbotten och ingår i Lillpiteälvens huvudavrinningsområde. Sjön har en area på 1,31 kvadratkilometer och ligger 350 meter över havet. Sjön avvattnas av vattendraget Lillpiteälven.

## Delavrinningsområde
Stavaträsket ingår i det delavrinningsområde (727383-171026) som SMHI kallar för Utloppet av Stavaträsket. Medelhöjden är 374 meter över havet och ytan är 10,33 kvadratkilometer. Räknas de 8 avrinningsområdena uppströms in blir den ackumulerade arean 58,71 kvadratkilometer. Avrinningsområdets utflöde Lillpiteälven mynnar i havet. Avrinningsområdet består mestadels av skog (65 procent) och sankmarker (19 procent). Avrinningsområdet har 1,31 kvadratkilometer vattenytor vilket ger det en sjöprocent på 12,7 procent.